# Campeonato Africano de Atletismo de 2016 - 100 m com barreiras feminino
A prova dos 100 metros com barreiras feminino do Campeonato Africano de Atletismo de 2016 foi disputada entre os dias 22 e 23 de junho no Kings Park Stadium  em Durban,  na África do Sul. Participaram da prova 16 atletas sendo que 12 concluíram a prova na fase inicial. 

## Recordes
Antes desta competição, os recordes mundiais e do campeonato nesta prova eram os seguintes:
|                       | Nome             | Nacionalidade | Tempo  | Local        | Data                 |
| --------------------- | ---------------- | ------------- | ------ | ------------ | -------------------- |
| Recorde mundial       | Yordanka Donkova | Bulgária      | 12s 21 | Stara Zagora | 20 Agosto de 1988    |
| Recorde do campeonato | Glory Alozie     | Nigéria       | 12s 77 | Dakar        | 19 de agosto de 1998 |
| Recorde africano      | Glory Alozie     | Nigéria       | 12s 44 | Mônaco       | 8 de agosto de 1998  |
| Recorde africano      | Glory Alozie     | Nigéria       | 12s 44 | Bruxelas     | 28 de agosto de 1998 |
| Recorde africano      | Glory Alozie     | Nigéria       | 12s 44 | Sevilha      | 28 de agosto de 1999 |

## Medalhistas
| Ouro                 | Prata              | Bronze             |
| Claudia Heunis (RSA) | Marthe Koala (BUR) | Maryke Brits (RSA) |

## Cronograma
Todos os horários são locais (UTC+2). 
| Data        | Hora  | Evento  |
| ----------- | ----- | ------- |
| 22 de junho | 17:40 | Bateria |
| 23 de junho | 16:40 | Final   |

## Resultados

### Bateria
Qualificação: 3 atletas de cada bateria (Q) mais os 2 melhores qualificados (q).
| Posição | Bateria | Atleta            | Nacionalidade    | Tempo | Notas |
| ------- | ------- | ----------------- | ---------------- | ----- | ----- |
| 1       | 2       | Marthe Koala      | Burquina Fasso   | 13.43 | Q     |
| 2       | 2       | Maryke Brits      | África do Sul    | 13.52 | Q     |
| 3       | 1       | Claudia Heunis    | África do Sul    | 13.58 | Q     |
| 4       | 2       | Rahamatou Drame   | Mali             | 13.60 | Q     |
| 5       | 1       | Gnima Faye        | Senegal          | 13.66 | Q     |
| 6       | 1       | Taylon Bieldt     | África do Sul    | 13.71 | Q     |
| 7       | 1       | Lina Ahmed        | Egito            | 13.84 | q     |
| 8       | 2       | Karel Ziketh      | Costa do Marfim  | 13.86 | q     |
| 9       | 2       | Toyin Augustus    | Nigéria          | 14.19 |       |
| 10      | 1       | Priscilla Tabunda | Quênia           | 14.79 |       |
| 11      | 2       | Veronica Chebet   | Quênia           | 15.52 |       |
| 12      | 2       | Alice Maunze      | Zimbabwe         | 16.25 |       |
| 13      | 1       | Miheret Tamirat   | Etiópia          | DNF   |       |
| 13      | 1       | Nene Kanate       | Costa do Marfim  | DNF   |       |
| 14      | 1       | Reïna-Flor Okori  | Guiné Equatorial | DNS   |       |
| 14      | 2       | Elizabeth Dadzie  | Gana             | DNS   |       |

### Final
| Posição           | Raia | Atleta          | Nacionalidade   | Tempo | Notas |
| ----------------- | ---- | --------------- | --------------- | ----- | ----- |
| Medalha de ouro   | 3    | Claudia Heunis  | África do Sul   | 13.35 |       |
| Medalha de prata  | 4    | Marthe Koala    | Burquina Fasso  | 13.36 |       |
| Medalha de bronze | 6    | Maryke Brits    | África do Sul   | 13.47 |       |
| 4                 | 8    | Taylon Bieldt   | África do Sul   | 13.47 |       |
| 5                 | 5    | Gnima Faye      | Senegal         | 13.63 |       |
| 6                 | 1    | Karel Ziketh    | Costa do Marfim | 13.68 |       |
| 7                 | 2    | Lina Ahmed      | Egito           | 13.81 |       |
| 8                 | 7    | Rahamatou Drame | Mali            | 14.01 |       |

Legenda
| Recorde mundial       | Recorde mundial (World record)               |                       | Recorde africano                      | Recorde africano (African) |                                           | Q | Classificado por posição (Qualified) |
| Recorde do campeonato | Recorde do campeonato (Championship record)  | Recorde da América    | Recorde da América (Americas)         | q                          | Classificado por melhor tempo (Qualified) |   |                                      |
| Melhor marca do ano   | Melhor marca do ano (World leading)          | Recorde asiático      | Recorde asiático (Asian)              | DNS                        | Não largou (Did not start)                |   |                                      |
| Recorde nacional      | Recorde nacional (National record)           | Recorde europeu       | Recorde europeu (European)            | DNF                        | Não terminou (Did not finish)             |   |                                      |
| Recorde pessoal       | Recorde pessoal do atleta (Personal best)    | Recorde da Oceania    | Recorde da Oceania (Oceania)          | DSQ / DQ                   | Desclassificado (Disqualified)            |   |                                      |
| Recorde da temporada  | Recorde da temporada do atleta (Season best) | Recorde sul-americano | Recorde sul-americano (South America) | NM                         | Sem marca (No mark)                       |   |                                      |